# Porsche-Arena
La Porsche-Arena è un'arena multiuso sita a Stoccarda, in Germania. Inaugurata il 27 maggio 2006, la Porsche ne ha acquistato i diritti sul nome per una durata di 20 anni pagandoli 10 milioni di euro.
L'impianto ospita partite di pallamano, pallacanestro, pallavolo, tennis, tennistavolo, hockey su ghiaccio, oltre ad eventi di danza sportiva, pugilato e concerti. I posti a sedere fissi sono circa 6 000, la capienza si può comunque estendere fino a 8 000 spettatori a seconda dell'evento ospitato.
L'arena è sede del Porsche Tennis Grand Prix ed ha ospitato anche alcune partite del campionato mondiale maschile di pallamano 2007. Ha inoltre ospitato i campionati mondiali di ginnastica ritmica 2015.
La Porsche-Arena è collegata direttamente all'adiacente Hanns-Martin-Schleyer-Halle tramite un atrio in comune.